# Carlo Fruttero
Carlo Fruttero (Torino, 19 settembre 1926 – Roccamare, 15 gennaio 2012) è stato uno scrittore, traduttore e curatore editoriale italiano.
Gran parte della sua produzione letteraria è legata al lungo sodalizio artistico e di amicizia con Franco Lucentini.

## Biografia
Fruttero, dopo gli studi universitari nel corso dei quali conobbe Italo Calvino, si recò in Francia (1947) dove cominciò a tradurre per Giulio Einaudi, attività che svolse per cinque anni prima di incontrare nel 1952 Franco Lucentini e costruire con lui un tandem di scrittura destinato a un grande successo di critica e di vendite. Con la sigla Fruttero & Lucentini, i due scrittori firmarono collaborazioni giornalistiche, traduzioni e romanzi, soprattutto di genere poliziesco, molto amati dal pubblico.
Fruttero si occupò anche di fantascienza, dirigendo, dapprima da solo e poi con Lucentini da lui "chiamato" a collaborarvi, dal 1961 al 1986 la collana Urania (Mondadori) dopo l'allontanamento del suo fondatore, Giorgio Monicelli, per divergenze con l'editore Mondadori. La loro gestione, tuttavia, rimase controversa a causa di numerose scelte arbitrarie all'interno della serie, escludendo autori importanti del genere (nonché la totale esclusione di autori italiani) in favore di altri più commerciabili, per le traduzioni giudicate non all'altezza e soprattutto effettuando pesanti censure modificando vistosamente numerosi testi, tanto per adattare i contenuti alla morale dell'epoca quanto per ridurli e farli entrare nella normale lunghezza media di 160 pagine. Vi furono molti casi clamorosi, tra cui L'occhio nel cielo di Philip K. Dick che venne ridotto di un terzo, o Fanteria dello spazio di Robert A. Heinlein che venne ridotto di circa la metà, i quali molti verranno ripubblicati integralmente solo col passaggio della collana a Giuseppe Lippi dal 1990.
È morto il 15 gennaio 2012 nella sua villa nella pineta di Roccamare a Castiglione della Pescaia, ed è sepolto nel cimitero del comune maremmano accanto all'amico Italo Calvino.

## Opere
- (con Sergio Solmi), Le meraviglie del possibile. Antologia della fantascienza, Torino, Einaudi, 1959
- Visibilità zero. Le disavventure dell'on. Slucca, Milano, Mondadori, 1999.
- Donne informate sui fatti, Milano, Mondadori, 2006, Premio Selezione Campiello[5].
- Ti trovo un po' pallida, Milano, Mondadori, 2007.
- La Creazione. Sotto l'alto patrocinio dell'Onnipotente, Roma, Gallucci, 2008.
- Mutandine di chiffon. Memorie retribuite, Milano, Mondadori, 2010.
- (con Massimo Gramellini), La patria, bene o male, Milano, Mondadori, 2010.
- La linea di minor resistenza, Roma, Gallucci, 2012
- Da una notte all'altra: Passeggiando tra i libri in attesa dell'alba, Milano, Mondadori, 2015.

### Opere con Franco Lucentini

Fruttero e Lucentini

- Il libro dei nomi di battesimo, Milano, Mondadori, 1969.
- L'idraulico non verrà, Milano, M. Spagnol, 1971; Genova, Il Melangolo, 1993.
- La donna della domenica, Milano, Mondadori, 1972; Adelphi, Milano, 1994
- L'Italia sotto il tallone di F&L, Mondadori, Milano, 1974
- Il significato dell'esistenza, Milano, Mondadori, 1975; Parma, Guanda, 1994
- I segreti del lavandaio cinese : miniromanzo elettorale, (S.l.), Partito Repubblicano Italiano, 1976
- A che punto è la notte, Milano, Mondadori, 1979.
- La cosa in sé. Rappresentazione in due atti e una licenza, Torino, Einaudi, 1982.
- Il Palio delle contrade morte, Milano, Mondadori, 1983.
- Due città, Cava dei Tirreni, Avagliano, 1985
- La prevalenza del cretino, Milano, Mondadori, 1985.
- L'amante senza fissa dimora, Milano, Mondadori, 1986.
- Il colore del destino, Milano, Mondadori, 1987
- La manutenzione del sorriso, Milano, Mondadori, 1988
- (con Charles Dickens), La verità sul caso D., Einaudi 1989 (contiene Il mistero di Edwin Drood di Dickens e L'inchiesta di F&L)
- Enigma in luogo di mare, Milano, Mondadori, 1991.
- Il ritorno del cretino, Milano, Mondadori, 1992.
- Breve storia delle vacanze, Milano, Mondadori, 1994.
- La morte di Cicerone. Racconto sceneggiato, Genova, Il Melangolo, 1995.
- Il nuovo libro dei nomi di battesimo. La giusta guida al nome giusto, Milano, Mondadori, 1996.
- Il cretino in sintesi, a cura di Domenico Scarpa, Milano, Mondadori, 2002
- I nottambuli, a cura di Domenico Scarpa, Cava dei Tirreni, Avagliano, 2002
- I ferri del mestiere. Manuale involontario di scrittura con esercizi svolti, a cura di Domenico Scarpa, Torino, Einaudi, 2003.
- Il cretino : rispettabile se non esauriente trilogia sull'argomento, Milano, Mondadori, 2012

### Curatele con Franco Lucentini
- Storie di fantasmi: antologia di racconti anglosassoni del soprannaturale, Torino, Einaudi, 1960.
- Il secondo libro della fantascienza. Le meraviglie del possibile, Torino, Einaudi, 1961.
- La verità sul caso Smith. Antologia della nuova narrativa americana, Milano, Mondadori, 1963.
- Universo a sette incognite. Antologia di capolavori della fantascienza, Milano, Mondadori, 1963.
- Quaranta storie americane di guerra. Da Fort Sumter a Hiroshima,  Milano, Mondadori, 1964.
- L'ombra del 2000. Romanzi e racconti di fantascienza,  Milano, Mondadori, 1965.
- Diari di guerra delle SS, a cura di, Milano, Mondadori, 1966.
- H. P. Lovecraft, I mostri all'angolo della strada, Milano, Mondadori, 1966
- Il Dio del 36º piano. Storie del futuro prossimo,  Milano, Mondadori, 1968.
- Il passo dell'ignoto : un'antologia di racconti di fantascienza, Milano, Mondadori, 1972
- Stella a cinque mondi,  Milano, Mondadori,  1973
- Quando crollano le metropoli...,  Milano, Mondadori,  1977
- Scendendo: romanzi e racconti di fantascienza sotterranea,  Milano, Mondadori, 1977
- Incontri con i fantaspiriti, Milano, Mondadori, 1978
- Questa notte attenti agli UFO, Milano, Mondadori, 1978
- 10 chiavi per lo spazio, Milano, Mondadori, 1979
- L'ora di fantascienza, Torino, Einaudi, 1982
- Viaggio di nozze al Louvre. 10 storie scelte e presentate da F&L, Torino, Allemandi, 1985
- Il quarto libro della fantascienza, Torino, Einaudi, 1991.
- Storie americane di guerra, Torino, Einaudi, 1991
- Íncipit: 757 inizi facili e meno facili: un libro di quiz e di lettura, Milano, Mondadori, 1993
- H. P. Lovecraft, L'orrendo richiamo: tutti i mostri del ciclo di Cthulhu, Torino, Einaudi, 1994

### Traduzioni
- Nathanael West, Il giorno della locusta, Torino, Einaudi, 1952; Milano, A. Mondadori, 1960
- Aneurin Bevan, Il socialismo e la crisi internazionale, Torino, Einaudi, 1952.
- Estes Kefauver, Il gangsterismo in America, Torino, Einaudi, 1953.
- Samuel Beckett, Aspettando Godot, Torino, Einaudi, 1956.
- Ralph Ellison, Uomo invisibile, Torino, Einaudi, 1956 (con Luciano Gallino)
- François Fejtő, Ungheria 1945-1957, Torino, Einaudi, 1957.
- Vance Packard, I persuasori occulti, Torino, Einaudi, 1958.
- Dorothy Strachey, Olivia, Torino, Einaudi, 1959; Milano, Baldini & Castoldi, 2001; Milano, Astoria, 2024
- Samuel Beckett, Giorni felici, Torino, Einaudi, 1961.
- Samuel Beckett, Teatro, Torino, Einaudi, 1961.
- Jerome David Salinger, Nove racconti, Torino, Einaudi, 1962.
- Leonard Woolley, Ur dei Caldei, Torino, Einaudi, 1962.
- Thornton Wilder, Tre commedie, Milano, A. Mondadori, 1964 (con Franco Lucentini)
- Johnny Hart, L'antichissimo mondo di B. C., Milano, A. Mondadori, 1965 (con Franco Lucentini)
- Thornton Wilder, Commedie in un atto e drammi in tre minuti, Milano, A. Mondadori, 1965 (con Franco Lucentini)
- Rex Warner, La caccia all'oca selvatica, Torino, Einaudi, 1982
- Samuel Beckett, Tre pezzi d'occasione: Un pezzo di monologo, Dondolo, Improvviso nell'Ohio,  Torino, Einaudi, 1982 (con Franco Lucentini)
- Robert Louis Stevenson, Lo strano caso del Dr. Jeckill e del Sig. Hyde, Torino, Einaudi, 1983 (con Franco Lucentini)
- Jules Verne, Viaggio al centro della terra, Torino, Einaudi, 1989 (con Franco Lucentini)

### Prefazioni e postfazioni
- Samuel Beckett, Aspettando Godot,  Torino, Einaudi, 1956
- Charles Dickens, Grandi speranze, Torino, Einaudi, 1959
- Franco Lucentini, Notizie degli scavi, Milano, Mondadori, 1973
- Carlo Collodi, Le avventure di Pinocchio: storia di un burattino, Milano, Mondadori, 1981 (con sette note di F&L)
- Arthur Conan Doyle, Il cane dei Baskerville, Milano, Rizzoli, 1982 (con una "indagine" di F&L)
- Italo Calvino, I libri degli altri: lettere 1947-1981,  Torino, Einaudi, 1991

## Riconoscimenti
- Nel 1989 assieme a Franco Lucentini vince il Premio Flaiano per la narrativa
- Nel 1990 assieme a Franco Lucentini riceve il Premio Hemingway[6].
- Nel 1994 assieme a Franco Lucentini vince il Raymond Chandler Award[7].
- Nel 2007 gli fu assegnato il Premio Chiara alla carriera[8].
- Nel 2010 gli venne assegnato il Premio Campiello alla carriera.

Gli è stato intitolato un premio, il Premio “Carlo Fruttero”.